# Real Cédula de Gracia

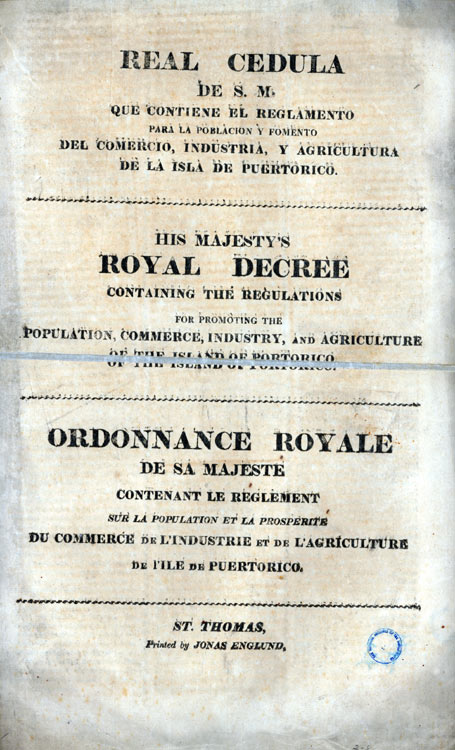
Real Cédula de Gracia, 1815

Der Real Cédula de Gracia (königlicher Gnadenerlass) von 1815 ist ein Rechtsdokument, mit dem die spanische Regierung ihre Landsleute und später auch andere Europäer ermutigen wollte, sich in den Kolonien Kuba und Puerto Rico anzusiedeln.

## Geschichte
Am 10. August 1815 bewilligte der spanische König Ferdinand VII. den Real Cédula de Gracia, der Kuba und Puerto Rico zugestand, Handel mit Spanien nahestehenden Ländern aufzunehmen, und Spaniern, die bereit waren, sich in diesen Gebieten anzusiedeln, freies Land und spezielle Privilegien gewährte. Die wirtschaftliche Entwicklung Puerto Ricos stagnierte bis 1830, ehe Einwanderer aus den spanischen Provinzen Katalonien, Mallorca und Kanarische Inseln ankamen und allmählich Plantagen für Zuckerrohr, Kaffee und Tabak errichteten.
Spanien hatte zuvor bereits andere Verordnungen erlassen, beispielsweise den Gnadenerlass vom 8. September 1777 für Venezuela oder den Gnadenerlass von 1789, der den Subjekten den Kauf von Sklaven und die Teilnahme am florierenden Sklavenhandeln in der Karibik ermöglichte.

## Situation in den spanischen Kolonien
Zu Beginn des 19. Jahrhunderts kämpften die spanischen Kolonien in der Neuen Welt unter der Führung von Simón Bolívar und José de San Martín gegen die spanische Herrschaft. 1859 hatte das spanische Reich bis auf Kuba und Puerto Rico all seine Kolonien auf dem amerikanischen Kontinent verloren. Die beiden verbleibenden Gebiete verlangten jedoch größere Autonomie und waren von Bewegungen für die Unabhängigkeit geprägt. Angesichts der Gefahr, die letzten beiden Kolonien zu verlieren, erneuerte die spanische Krone den Real Cédula de Gracia von 1815, der diesmal in drei Sprachen (Spanisch, Englisch und Französisch) gedruckt wurde, um weitere Europäer anzulocken, da man glaubte, mit der Ankunft neuer Siedler könnten die Unabhängigkeitsbewegung an Beliebtheit und Stärke verlieren. Den neuen Einwohner wurde freies Land angeboten, sofern sie ihre Loyalität zur spanischen Krone und zur römisch-katholischen Kirche schworen.

## Situation in Europa
Ende des 18. Jahrhunderts und zu Beginn des 19. Jahrhunderts kam es in Europa zu vielen wirtschaftlichen und politischen Veränderungen. Die zweite industrielle Revolution veranlasste viele Farm-Arbeiter, ihre Arbeit in der Landwirtschaft aufzugeben und in den größeren Städten nach besser bezahlten Arbeiten zu suchen. Die verbleibenden Landwirte litten an den Folgen von weitreichenden Ernteausfällen, die aus langen Trockenperioden und Krankheiten wie der Cholera und der Krautfäule, die die große Hungersnot in Irland verursachte, resultierten. Der Hunger war in Europa allgegenwärtig.
Europa erlebte ab 1848 auch eine Reihe revolutionärer Bewegungen, die in Sizilien begann, sich mit der Februarrevolution in Frankreich und der Märzrevolution im Deutschen Bund fortsetzte und schließlich zum Deutsch-Französischen Krieg von 1870.
Diese Zustände führte zu einer massiven Auswanderung der Europäer auf den amerikanischen Kontinent. Hunderte Korsen, Italiener, Franzosen, Iren und Deutsche zogen nach Kuba und Puerto Rico und akzeptierten damit die Bedingungen der Spanier. Nachdem sie ihre Loyalität geschworen hatten, erhielten sie einen „Brief des Domizils“. Nach fünf Jahren wurden sie durch einen „Brief der Naturalisation“ zu spanischen Subjekten erklärt. Um nicht-katholische Europäer anzulocken, erließen die spanischen Gerichte 1870 ein Gesetz, das allen Menschen die freie Ausübung ihrer jeweiligen Religion gestattete. Der Erlass ermöglichte auch die Sklavenarbeit, um die Landwirtschaft wiederzubeleben. Die neue landwirtschaftliche Schicht, die nun aus anderen europäischen Ländern einwanderte, nutzte die Sklavenarbeit in großem Umfang und die Grausamkeit war an der Tagesordnung.

## Nachwirkungen
Die Siedler, die die Vorteile des Real Cédula de Gracia in Anspruch nahmen, passten sich bald der Sprache und den Sitten ihrer neuen Heimat an und heirateten Einheimische. Viele von ihnen wurden bekannte Persönlichkeiten in Wirtschaft und Politik.
Der Gnadenerlass war bis 1898 in Kraft, als Spanien infolge des Spanisch-Amerikanischen Krieges seine letzten beiden Besitztümer in der Neuen Welt schließlich an die USA verlor.
Das Originaldokument von 1815 wird derzeit im Generalarchiv von Puerto Rico im Institut für puerto-ricanische Kultur in der Hauptstadt San Juan aufbewahrt.